# Medaillespiegel van de Olympische Zomerspelen 2004
Op de Olympische Zomerspelen 2004 in Athene werden 927 medailles uitgereikt. In de tabel op deze pagina staat het medailleklassement. Het IOC stelt officieel geen medailleklassement op, maar geeft desondanks een medailletabel ter informatie. In het klassement wordt eerst gekeken naar het aantal gouden medailles, vervolgens de zilveren medailles en tot slot de bronzen medailles.
In de tabel heeft het gastland een blauwe achtergrond. Het grootste aantal medailles in elke categorie is vetgedrukt.
| Plaats | Land                         | NOC    | Goud | Zilver | Brons | Totaal |
| ------ | ---------------------------- | ------ | ---- | ------ | ----- | ------ |
| 1      | Verenigde Staten             | USA    | 36   | 39     | 26    | 101    |
| 2      | China                        | CHN    | 32   | 17     | 14    | 63     |
| 3      | Rusland                      | RUS    | 28   | 26     | 36    | 90     |
| 4      | Australië                    | AUS    | 17   | 16     | 17    | 50     |
| 5      | Japan                        | JPN    | 16   | 9      | 12    | 37     |
| 6      | Duitsland                    | GER    | 13   | 16     | 20    | 49     |
| 7      | Frankrijk                    | FRA    | 11   | 9      | 13    | 33     |
| 8      | Italië                       | ITA    | 10   | 11     | 11    | 32     |
| 9      | Zuid-Korea                   | KOR    | 9    | 12     | 9     | 30     |
| 10     | Groot-Brittannië             | GBR    | 9    | 9      | 12    | 30     |
| 11     | Cuba                         | CUB    | 9    | 7      | 11    | 27     |
| 12     | Hongarije                    | HUN    | 8    | 6      | 3     | 17     |
| 13     | Oekraïne                     | UKR    | 8    | 5      | 9     | 22     |
| 14     | Roemenië                     | ROM    | 8    | 5      | 6     | 19     |
| 15     | Griekenland                  | GRE    | 6    | 6      | 4     | 16     |
| 16     | Brazilië                     | BRA    | 5    | 2      | 3     | 10     |
| 17     | Noorwegen                    | NOR    | 5    | 0      | 1     | 6      |
| 18     | Nederland                    | NED    | 4    | 9      | 9     | 22     |
| 19     | Zweden                       | SWE    | 4    | 2      | 1     | 7      |
| 20     | Spanje                       | ESP    | 3    | 11     | 6     | 20     |
| 21     | Canada                       | CAN    | 3    | 6      | 3     | 12     |
| 22     | Turkije                      | TUR    | 3    | 3      | 5     | 11     |
| 23     | Polen                        | POL    | 3    | 2      | 5     | 10     |
| 24     | Nieuw-Zeeland                | NZL    | 3    | 2      | 0     | 5      |
| 25     | Thailand                     | THA    | 3    | 1      | 4     | 8      |
| 26     | Wit-Rusland                  | BLR    | 2    | 5      | 6     | 13     |
| 27     | Oostenrijk                   | AUT    | 2    | 4      | 1     | 7      |
| 28     | Ethiopië                     | ETH    | 2    | 3      | 2     | 7      |
| 29     | Iran                         | IRI    | 2    | 2      | 2     | 6      |
| 29     | Slowakije                    | SVK    | 2    | 2      | 2     | 6      |
| 31     | Chinees Taipei               | TPE    | 2    | 2      | 1     | 5      |
| 32     | Georgië                      | GEO    | 2    | 2      | 0     | 4      |
| 33     | Bulgarije                    | BUL    | 2    | 1      | 9     | 12     |
| 34     | Denemarken                   | DEN    | 2    | 1      | 5     | 8      |
| 35     | Jamaica                      | JAM    | 2    | 1      | 2     | 5      |
| 35     | Oezbekistan                  | UZB    | 2    | 1      | 2     | 5      |
| 37     | Marokko                      | MAR    | 2    | 1      | 0     | 3      |
| 38     | Argentinië                   | ARG    | 2    | 0      | 4     | 6      |
| 39     | Chili                        | CHI    | 2    | 0      | 1     | 3      |
| 40     | Kazachstan                   | KAZ    | 1    | 4      | 3     | 8      |
| 41     | Kenia                        | KEN    | 1    | 4      | 2     | 7      |
| 42     | Tsjechië                     | CZE    | 1    | 3      | 5     | 9      |
| 43     | Zuid-Afrika                  | RSA    | 1    | 3      | 2     | 6      |
| 44     | Kroatië                      | CRO    | 1    | 2      | 2     | 5      |
| 45     | Litouwen                     | LTU    | 1    | 2      | 0     | 3      |
| 46     | Egypte                       | EGY    | 1    | 1      | 3     | 5      |
| 46     | Zwitserland                  | SUI    | 1    | 1      | 3     | 5      |
| 48     | Indonesië                    | INA    | 1    | 1      | 2     | 4      |
| 49     | Zimbabwe                     | ZIM    | 1    | 1      | 1     | 3      |
| 50     | Azerbeidzjan                 | AZE    | 1    | 0      | 4     | 5      |
| 51     | België                       | BEL    | 1    | 0      | 2     | 3      |
| 52     | Bahama's                     | BAH    | 1    | 0      | 1     | 2      |
| 52     | Israël                       | ISR    | 1    | 0      | 1     | 2      |
| 54     | Dominicaanse Republiek       | DOM    | 1    | 0      | 0     | 1      |
| 54     | Kameroen                     | CMR    | 1    | 0      | 0     | 1      |
| 54     | Verenigde Arabische Emiraten | UAE    | 1    | 0      | 0     | 1      |
| 57     | Noord-Korea                  | PRK    | 0    | 4      | 1     | 5      |
| 58     | Letland                      | LAT    | 0    | 4      | 0     | 4      |
| 59     | Mexico                       | MEX    | 0    | 3      | 1     | 4      |
| 60     | Portugal                     | POR    | 0    | 2      | 1     | 3      |
| 61     | Finland                      | FIN    | 0    | 2      | 0     | 2      |
| 61     | Servië en Montenegro         | SCG    | 0    | 2      | 0     | 2      |
| 63     | Slovenië                     | SLO    | 0    | 1      | 3     | 4      |
| 64     | Estland                      | EST    | 0    | 1      | 2     | 3      |
| 65     | Hongkong                     | HKG    | 0    | 1      | 0     | 1      |
| 65     | India                        | IND    | 0    | 1      | 0     | 1      |
| 65     | Paraguay                     | PAR    | 0    | 1      | 0     | 1      |
| 68     | Colombia                     | COL    | 0    | 0      | 2     | 2      |
| 68     | Nigeria                      | NGR    | 0    | 0      | 2     | 2      |
| 68     | Venezuela                    | VEN    | 0    | 0      | 2     | 2      |
| 71     | Eritrea                      | ERI    | 0    | 0      | 1     | 1      |
| 71     | Mongolië                     | MGL    | 0    | 0      | 1     | 1      |
| 71     | Syrië                        | SYR    | 0    | 0      | 1     | 1      |
| 71     | Trinidad en Tobago           | TRI    | 0    | 0      | 1     | 1      |
| Totaal | Totaal                       | Totaal | 301  | 300    | 326   | 927    |

## Wijzigingen in de medaillespiegel
Tijdens en na afloop van de Spelen zijn er diverse wijzigingen in de toekenning van de medailles geweest.
Tijdens de Spelen
- De Griekse gewichtheffer Leonidas Sabanis moest vanwege doping het brons bij de mannen tot 62 kg inleveren. De Venezolaan José Rubio nam het brons over.
- De Russische kogelstootster Irina Korzhanenko won goud, maar werd betrapt op doping. De Cubaanse Yumileidi Cumbá nam het goud over, de Duitse Nadine Kleinert het zilver en de Russische Svetlana Kriveljova het brons.
- De Hongaar Robert Fazekas moest door doping het goud bij het discuswerpen teruggeven. Dat ging nu naar de Litouwer Virgilijus Alekna. Het zilver ging naar de Hongaar Zoltán Kővágó, het brons naar de Est Aleksander Tammert.
- De Hongaarse kogelslingeraar Adrián Annus won goud maar moest wegens doping daar afstand van doen. De Japanner Koji Murofushi werd de nieuwe goudenmedaillewinnaar, het zilver was voor de Wit-Rus Ivan Tsichan en het brons naar de Turk Eşref Apak.

Na de Spelen
- De Amerikaanse wielrenner Tyler Hamilton gaf in 2011 toe tijdens de tijdrit op de weg doping te hebben gebruikt en leverde zijn gouden medaille in.[1] Zijn gouden medaille ging naar de Rus Vjatsjeslav Jekimov, het zilver naar de Amerikaan Bobby Julich en het brons naar de Australiër Michael Rogers.[2]

- De Ierse ruiter Cian O'Connor moest in 2005 het goud op de individuele jumping inleveren nadat zijn paard, Waterford Crystal, was betrapt op doping. De titel ging naar de Braziliaan Rodrigo Pessoa, het zilver naar de Amerikaan Chris Kappler en het brons naar de Duitser Marco Kutscher.[3][4]

- In de teamjumping werd de Duitse ruiter Ludger Beerbaum gediskwalificeerd nadat zijn paard Goldfever positief werd bevonden. Het goud ging hierdoor naar de Verenigde Staten en het zilver naar Zweden. Het puntenaantal van de overige drie leden van het Duitse team bleek voldoende voor het brons.[5]

- Eind 2012 moesten 4 atleten hun medailles inleveren vanwege het gebruik van doping:[6][7]
  - De Oekraïner Joeri Bilonoh, winnaar van het goud bij het kogelstoten. Het goud ging naar de Amerikaan Adam Nelson, zilver naar de Deen Joachim Olsen en het brons naar de Spanjaard Manuel Martínez.[8]
  - De Russische Svetlana Kriveljova, winnares van het brons bij het kogelstoten. Het brons ging naar de Wit-Russische Nadzeja Astaptsjoek.[9]
  - De Wit-Rus Ivan Tsichan, winnaar van het zilver bij het kogelslingeren. Het zilver en brons is nog niet herverdeeld.[10]
  - De Wit-Russische Iryna Jatsjanka, winnares van het brons in het discuswerpen. De Tsjechische Věra Pospíšilová-Cechlová nam het brons over.[8]

- Begin 2013 ontnam het IOC de Russische gewichtheffer Oleg Perepetchenov het brons in de categorie tot 77 kg. De Turk Reyhan Arabacıoğlu nam het brons over.[8]

- De dopingzaak van de Amerikaanse atlete Crystal Cox heeft nog niet tot een aanpassing van de medaillestand geleid. Ze bekende doping te hebben gebruikt tijdens de Spelen waar ze deel uitmaakte van het estafetteteam op de 4x400 meter. Ze nam echter alleen deel in de series. De IAAF adviseerde om het team de medaille te ontnemen maar het IOC heeft deze straf nog niet overgenomen.[11][12][13] In 2012 heeft het IOC de schorsing van Cox bevestigd en heeft het tegelijkertijd gevraagd aan de IAAF om te bepalen of dit al dan niet leidt tot het schrappen van de Amerikaanse team uit de uitslag en het herverdelen van de medailles op basis van de toen geldende regels.[14] Het goud zou dan naar Rusland gaan, het zilver naar Jamaica en het brons naar Groot-Brittannië.

Medaillespiegel Olympische Spelen aller tijden · Medaillespiegel Zomerspelen aller tijden · Medaillespiegel Winterspelen aller tijden
Medaillespiegel Zomerspelen
1896 · 1900 · 1904 · 1906 · 1908 · 1912 · 1920 · 1924 · 1928 · 1932 · 1936 · 1948 · 1952 · 1956 · 1960 · 1964 · 1968 · 1972 · 1976 · 1980 · 1984 · 1988 · 1992 · 1996 · 2000 · 2004 · 2008 · 2012 · 2016 · 2020 · 2024

Medaillespiegel Winterspelen

1924 · 1928 · 1932 · 1936 · 1948 · 1952 · 1956 · 1960 · 1964 · 1968 · 1972 · 1976 · 1980 · 1984 · 1988 · 1992 · 1994 · 1998 · 2002 · 2006 · 2010 · 2014 · 2018 · 2022
Atletiek · Badminton · Basketbal · Boksen · Boogschieten · Gewichtheffen · Gymnastiek · Handbal · Hockey · Honkbal · Judo · Kanovaren · Moderne vijfkamp · Paardensport · Roeien · Schermen · Schietsport · Schoonspringen · Softbal · Synchroonzwemmen · Taekwondo · Tafeltennis · Tennis · Triatlon · Voetbal · Volleybal · Waterpolo · Wielersport · Worstelen · Zeilen · Zwemmen